# IAAF Road Race Label Events 2017
Navigation
Édition précédente Édition suivante
Les courses sur route à labels de l'IAAF 2017 (en anglais : IAAF Road Race Label Events) sont des compétitions d'athlétisme régies par l'IAAF. Le circuit regroupe les meilleures compétitions mondiales hors-stade dans les épreuves du marathon, du semi-marathon ainsi que d'autres courses sur route sur des distances allant de 5 à 20 kilomètres.

## Label d'or
Les épreuves classées en première catégorie sous le nom de Courses Label d’Or IAAF (en anglais : IAAF Gold Label Road Races) sont les suivantes en 2017 :
- Épreuves faisant également partie du circuit des World Marathon Majors

| Épreuve                                | Distance      | Lieu             | Pays                | Date         | Vainqueur Homme              | Vainqueur Femme            |
| -------------------------------------- | ------------- | ---------------- | ------------------- | ------------ | ---------------------------- | -------------------------- |
| Marathon de Xiamen                     | Marathon      | Xiamen           | Chine               | 2 janvier    | Lemi Berhanu                 | Meseret Mengistu           |
| Marathon de Dubaï                      | Marathon      | Dubaï            | Émirats arabes unis | 20 janvier   | Tamirat Tola                 | Worknesh Degefa            |
| Marathon de Hong Kong                  | Marathon      | Hong Kong        | Hong Kong           | 12 février   | Melaku Belachew              | Gulume Tollesa             |
| Marathon de Tokyo                      | Marathon      | Tokyo            | Japon               | 26 février   | Wilson Kipsang               | Sarah Chepchirchir         |
| World's Best 10K                       | 10 kilomètres | San Juan         | Porto Rico          | 26 février   | Sam Chelanga                 | Mary Wacera                |
| Marathon du lac Biwa                   | Marathon      | Otsu             | Japon               | 5 mars       | Ezekiel Chebii               | —                          |
| Semi-marathon Rome-Ostie               | Semi-marathon | Rome             | Italie              | 12 mars      | Guye Adola                   | Gladys Cherono             |
| Marathon de Nagoya                     | Marathon      | Nagoya           | Japon               | 12 mars      | —                            | Eunice Kirwa               |
| Marathon de Séoul                      | Marathon      | Séoul            | Corée du Sud        | 19 mars      | Amos Kipruto                 | Margaret Agai              |
| Semi-marathon de Lisbonne              | Semi-marathon | Lisbonne         | Portugal            | 19 mars      | Jake Robertson               | Mare Dibaba                |
| Semi-marathon de Prague                | Semi-marathon | Prague           | Tchéquie            | 1er avril    | Tamirat Tola                 | Joyciline Jepkosgei        |
| Marathon de Rotterdam                  | Marathon      | Rotterdam        | Pays-Bas            | 9 avril      | Marius Kimutai               | Meskerem Assefa            |
| Marathon de Paris                      | Marathon      | Paris            | France              | 9 avril      | Paul Lonyangata              | Purity Rionoripo           |
| Marathon de Boston                     | Marathon      | Boston           | États-Unis          | 17 avril     | Geoffrey Kirui               | Edna Kiplagat              |
| Marathon de Madrid                     | Marathon      | Madrid           | Espagne             | 23 avril     | Bonsa Dida                   | Elizabeth Rumokol          |
| Marathon de Vienne                     | Marathon      | Vienne           | Autriche            | 23 avril     | Albert Korir                 | Nancy Kiprop               |
| Semi-marathon de Gifu Seiryu           | Semi-marathon | Gifu             | Japon               | 23 avril     | Alexander Mutiso             | Joyciline Jepkosgei        |
| Semi-marathon de Yangzhou              | Semi-marathon | Yangzhou         | Chine               | 23 avril     | Mosinet Geremew Bayih        | Sutume Kebede              |
| Marathon de Londres                    | Marathon      | Londres          | Royaume-Uni         | 23 avril     | Daniel Wanjiru               | Mary Keitany               |
| Semi-marathon d'Istanbul               | Semi-marathon | Istanbul         | Turquie             | 30 avril     | Ismail Juma                  | Ruth Chepngetich           |
| Marathon de Prague                     | Marathon      | Prague           | Tchéquie            | 7 mai        | Gebretsadik Abraha           | Valary Jemeli Aiyabei      |
| Marathon de l'estuaire du fleuve Jaune | Marathon      | Dongying         | Chine               | 7 mai        | Husen Muhammedahin Esmael    | Letebrhan Haylay (de)      |
| Semi-marathon de Karlovy Vary          | Semi-marathon | Karlovy Vary     | Tchéquie            | 20 mai       | Wilfred Kimitei              | Yvonne Jelagat             |
| Ottawa 10K Road Race                   | 10 kilomètres | Ottawa           | Canada              | 27 mai       | Leul Gebresilase             | Netsanet Gudeta            |
| Marathon d'Ottawa                      | Marathon      | Ottawa           | Canada              | 28 mai       | Eliud Kiptanui (en)          | Guteni Imana               |
| Semi-marathon de České Budějovice      | Semi-marathon | Ceské Budejovice | Tchéquie            | 3 juin       | Justus Kangogo               | Agnes Jeruto Barsosio (de) |
| Semi-marathon d'Olomouc                | Semi-marathon | Olomouc          | Tchéquie            | 24 juin      | Josphat Kiptis               | Worknesh Degefa            |
| Gold Coast Marathon                    | Marathon      | Gold Coast       | Australie           | 2 juillet    | Takuya Noguchi               | Abebech Afework            |
| Semi-marathon de Bogota                | Semi-marathon | Bogota           | Colombie            | 30 juillet   | Feyisa Lilesa                | Brigid Chepchirchir Kosgei |
| Grand Prix de Prague                   | 10 kilomètres | Prague           | Tchéquie            | 9 septembre  | Benard Kimeli                | Joyciline Jepkosgei        |
| Semi-marathon d'Ústí nad Labem         | Semi-marathon | Ústí nad Labem   | Tchéquie            | 16 septembre | Barselius Kipyego (de)       | Violah Jepchumba (de)      |
| Marathon de Pékin                      | Marathon      | Pékin            | Chine               | 17 septembre | Salah Eddine Bounasr         | Melesech Tsegaye Beyene    |
| Marathon du Cap                        | Marathon      | Le Cap           | Afrique du Sud      | 17 septembre | Asefa Mengstu (en)           | Betelhem Moges             |
| Semi-marathon de Copenhague            | Semi-marathon | Copenhague       | Danemark            | 17 septembre | Abraham Cheroben             | Eunice Chebichii Chumba    |
| Marathon de Sydney                     | Marathon      | Sydney           | Australie           | 17 septembre | Shota Hattori                | Makda Harun Haji           |
| Marathon de Berlin                     | Marathon      | Berlin           | Allemagne           | 24 septembre | Eliud Kipchoge               | Gladys Cherono             |
| Marathon de Chicago                    | Marathon      | Chicago          | États-Unis          | 8 octobre    | Galen Rupp                   | Tirunesh Dibaba            |
| Marathon de Lisbonne                   | Marathon      | Lisbonne         | Portugal            | 15 octobre   | Birhan Nebebew (en)          | Eunice Chebichii Chumba    |
| Semi-marathon de Lisbonne              | Semi-marathon | Lisbonne         | Portugal            | 15 octobre   | Ishhimael Bushendich Chemtan | Sarah Chepchirchir         |
| Marathon d'Amsterdam                   | Marathon      | Amsterdam        | Pays-Bas            | 15 octobre   | Lawrence Cherono             | Tadelech Bekele            |
| Semi-marathon de Valence               | Semi-marathon | Valence          | Espagne             | 22 octobre   | Abraham Cheroben             | Joyciline Jepkosgei        |
| Marathon de Toronto                    | Marathon      | Toronto          | Canada              | 22 octobre   | Philemon Rono                | Marta Megra                |
| Marathon de Francfort                  | Marathon      | Francfort        | Allemagne           | 29 octobre   | Shura Kitata Tola            | Vivian Cheruiyot           |
| Marathon de New York                   | Marathon      | New York         | États-Unis          | 5 novembre   | Geoffrey Kipsang Kamworor    | Shalane Flanagan           |
| Marathon d'Istanbul                    | Marathon      | Istanbul         | Turquie             | 12 novembre  | Abraham Kiprotich            | Ruth Chepngetich           |
| Marathon de Shanghai                   | Marathon      | Shanghai         | Chine               | 12 novembre  | Stephen Mokoka               | Roza Dereje                |
| Marathon de Valence                    | Marathon      | Valence          | Espagne             | 19 novembre  | Sammy Kitwara                | Aberu Mekuria Zennebe      |
| Semi-marathon de New Delhi             | Semi-marathon | New Delhi        | Inde                | 19 novembre  | Birhanu Legese               | Almaz Ayana                |
| Marathon de Fukuoka                    | Marathon      | Fukuoka          | Japon               | 3 décembre   | Sondre Nordstad Moen         | —                          |
| Marathon de Singapour                  | Marathon      | Singapour        | Singapour           | 3 décembre   | Cosmas Koech Kimutai         | Pamela Jepkosgei Rotich    |

## Label d'argent
Les épreuves classées en deuxième catégorie sous le nom de Courses Label d’Argent IAAF (en anglais : IAAF Silver Label Road Races) sont les suivantes en 2017 :
| Épreuve                    | Distance      | Lieu      | Pays         | Période      | Vainqueur Homme            | Vainqueur Femme             |
| -------------------------- | ------------- | --------- | ------------ | ------------ | -------------------------- | --------------------------- |
| Marathon de Houston        | Marathon      | Houston   | États-Unis   | 15 janvier   | Dominic Ondoro             | Meskerem Assefa Wondimagegn |
| Marathon d'Osaka           | Marathon      | Osaka     | Japon        | 29 janvier   | —                          | Risa Shigetomo              |
| Semi-marathon de Marugame  | Semi-marathon | Marugame  | Japon        | 5 février    | Callum Hawkins             | Eunice Kirwa                |
| Semi-marathon de Barcelone | Semi-marathon | Barcelone | Espagne      | 12 février   | Langat Leonard Kipkoech    | Florence Kiplagat           |
| Marathon de Séville        | Marathon      | Séville   | Espagne      | 19 février   | Erik Titus                 | Paula Gonzalez Berodia      |
| Marathon de Chongqing      | Marathon      | Chongqing | Chine        | 19 mars      | Afewerk Mesfin Woldetensae | Rael Kiyara Nguriatukei     |
| Marathon de Rome           | Marathon      | Rome      | Italie       | 2 avril      | Shura Kitata Tola          | Rahma Tusa                  |
| Marathon de Daegu          | Marathon      | Daegu     | Corée du Sud | 2 avril      | Mathew Kipkoech            | Pamela Jepkosgei            |
| Marathon de Hanovre        | Marathon      | Hanovre   | Allemagne    | 9 avril      | Allan Kipkorir Kiprono     | Fate Tola                   |
| Marathon de Łódź           | Marathon      | Łódź      | Pologne      | 23 avril     | Samson Kiprono Barmao      | Kenza Dahmani               |
| Marathon de Varsovie       | Marathon      | Varsovie  | Pologne      | 23 avril     | Felix Kimutai              | Nastassja Ivanov            |
| Marathon de Lanzhou        | Marathon      | Lanzhou   | Chine        | 11 juin      | Kelkile Gezahegn           | Ashete Bekere               |
| Dam tot Damloop            | 10 miles      | Amsterdam | Pays-Bas     | 17 septembre | Birhanu Legese             | Mercyline Chelangat         |
| Semi-marathon de Cardiff   | Semi-marathon | Cardiff   | Royaume-Uni  | 1er octobre  | John Lotiang               | Edith Chelimo               |
| Course Marseille-Cassis    | 20 kilomètres | Marseille | France       | 29 octobre   | Jemal Mekonnen             | Edith Chelimo               |
| Marathon de Saitama        | Marathon      | Saitama   | Japon        | 12 novembre  | —                          | Flomena Cheyech             |
| Marathon de Beyrouth       | Marathon      | Beyrouth  | Liban        | 12 novembre  | Dominic Ruto               | Eunice Chumba               |
| Marathon de Guangzhou      | Marathon      | Guangzhou | Chine        | 10 décembre  | Dickson Kipsang            | Rahma Tusa                  |
| San Silvestre Vallecana    | 10 kilomètres | Madrid    | Espagne      | 31 décembre  | Eric Kiptanui              | Gelete Burka                |
| Corrida de Houilles        | 10 kilomètres | Houilles  | France       | 31 décembre  | Julien Wanders             | Stacey Chepkemboi Ndiwa     |

## Label de bronze
Les épreuves classées en troisième catégorie sous le nom de Courses Label de bronze IAAF (en anglais : IAAF Bronze Label Road Races) sont les suivantes en 2017 :
| Épreuve                     | Distance      | Lieu           | Pays               | Période      | Vainqueur Homme              | Vainqueur Femme        |
| --------------------------- | ------------- | -------------- | ------------------ | ------------ | ---------------------------- | ---------------------- |
| Semi-marathon de Houston    | Semi-marathon | Houston        | États-Unis         | 15 janvier   | Leonard Korir                | Veronica Nyaruai       |
| Semi-marathon de Santa Pola | Semi-marathon | Séville        | Espagne            | 22 janvier   | Peter Cheruiyot Kirui        | Antonina Kwambai       |
| Marathon de Barcelone       | Marathon      | Barcelone      | Espagne            | 12 mars      | Jonah Kipkemoi Chesum        | Helen Bekele           |
| Marathon du Nouveau Taipei  | Marathon      | Nouveau Taipei | Taipei chinois     | 19 mars      | Kipkogei Yego                | Munkhzaya Bayartsogt   |
| Semi-marathon de Gdynia     | Semi-marathon | Gdynia         | Pologne            | 19 mars      | Hilary Maiyo Kimaiyo         | Fatiha Benchatki       |
| Semi-marathon de Varsovie   | Semi-marathon | Varsovie       | Pologne            | 26 mars      | John Kipsang Lotiang         | Ayantu Gemechu Abdi    |
| Marathon de Milan           | Marathon      | Milan          | Italie             | 2 avril      | Edwin Koech Kipngetich       | Sheila Chepkech        |
| Marathon de Santiago        | Marathon      | Santiago       | Chili              | 2 avril      | Luka Lobuwan                 | Ines Melchor           |
| Marathon de Pyongyang       | Marathon      | Pyongyang      | Corée du Nord      | 9 avril      | Pak Chol                     | Jo Un-ok               |
| Marathon de Nagano          | Marathon      | Nagano         | Japon              | 16 avril     | Taiga Ito                    | Racheal Jemutai Mutgaa |
| Marathon de Genève          | Marathon      | Genève         | Suisse             | 7 mai        | William Yegon                | Megersa Motu           |
| 10 kilomètres d'Okpekpe     | 10 kilomètres | Okpekpe        | Nigeria            | 13 mai       | Leule Gebrselassie           | Azmera Gebru           |
| Marathon de Riga            | Marathon      | Riga           | Lettonie           | 14 mai       | Joseph Kyengo Munywoki       | Bekelech Daba          |
| 10 kilomètres de Bengaluru  | 10 kilomètres | Bengaluru      | Inde               | 21 mai       | Alex Korio                   | Irene Cheptai          |
| Marathon d'Edimbourg        | Marathon      | Édimbourg      | Royaume-Uni        | 28 mai       | Julius Korir                 | Eddah Jepkosgei        |
| Corrida de Langueux         | 10 kilomètres | Langueux       | France             | 17 juin      | Dawit Fikadu                 | Birham Mihretu         |
| Vidovdan Road Race          | 10 km         | Brcko          | Bosnie-Herzégovine | 24 juin      | Lencho Anbesa                | Belaynesh Beyene       |
| Marathon de Mexico          | Marathon      | Mexico         | Mexique            | 27 août      | Fikadu Kebede                | Gladys Tejeda          |
| Marathon de Minsk           | Marathon      | Minsk          | Biélorussie        | 10 septembre | Hillary Kiptum Maiyo Kimaiyo | Lyudmyla Kovalenko     |
| Marathon de Taiyuan         | Marathon      | Taiyuan        | Chine              | 10 septembre | Azmeraw Bekele               | Chemtai Rionotukei     |
| Marathon de Varsovie        | Marathon      | Varsovie       | Pologne            | 24 septembre | Błażej Brzeziński            | Bekelu Beji            |
| Marathon du lac d'Hengshui  | Marathon      | Hengshui       | Chine              | 30 septembre | Michael Njenga Kunyuga       | Betty Wilson Lempus    |